# Ludwig VIII. (Frankreich)

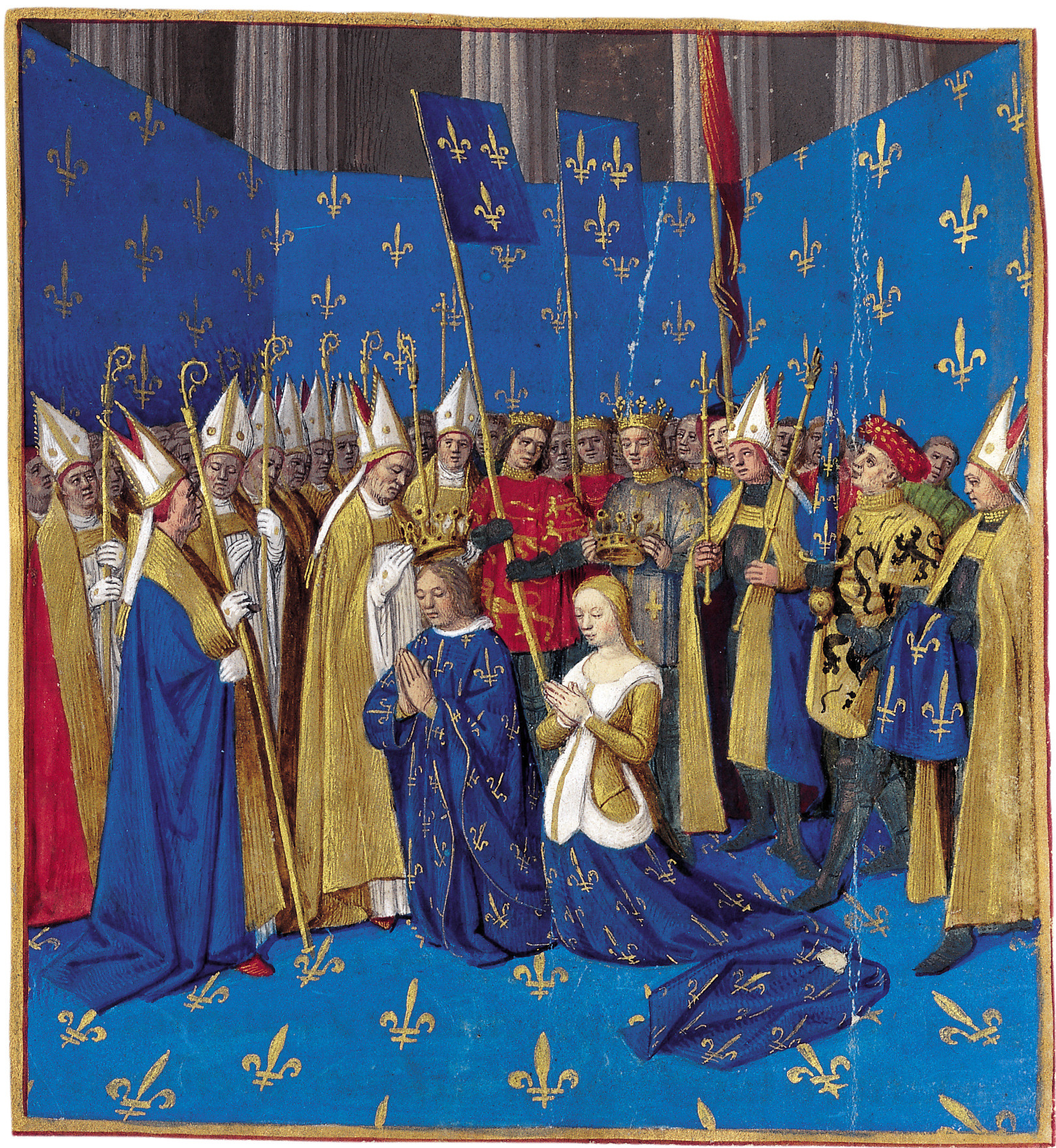
Krönung Ludwigs VIII. und seiner Frau Blanka

Ludwig VIII. (* 5. September 1187 in Paris; † 8. November 1226 in Montpensier), genannt der Löwe (le Lion), war von 1223 bis zu seinem Tod ein König von Frankreich aus der Dynastie der Kapetinger.

## Kronprinz

### Herkunft und Jugend

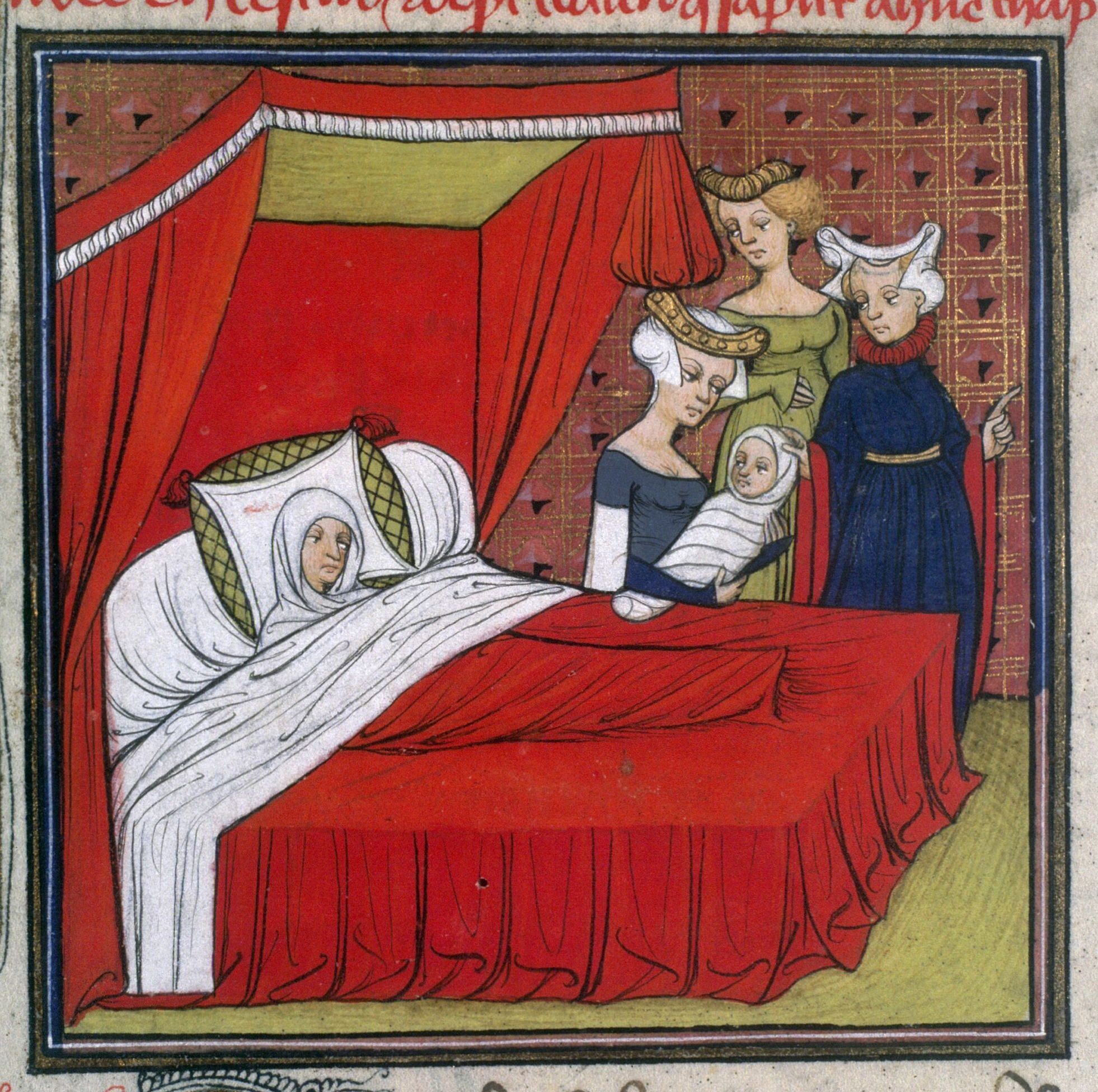
Geburt des Prinzen Ludwig VIII.
(Grandes Chroniques de France, 14. oder 15. Jahrhundert)

Ludwig war der älteste Sohn König Philipps II. aus dessen erster Ehe mit Isabella von Hennegau († 1190) und damit von Geburt an der designierte Nachfolger seines Vaters auf den französischen Thron. Der Prinz litt zeit seines Lebens an einer schwachen körperlichen Gesundheit, die ihm 1191 während einer Ruhrerkrankung beinahe zum Verhängnis wurde. Gemeinsam mit dem Plantagenet-Prinzen Arthur von der Bretagne erhielt Ludwig am Hofe seines Vaters durch Bischof Stephan von Tournai eine umfassende geistige Ausbildung. Gemäß den Bestimmungen des Vertrages von Le Goulet zwischen Philipp II. und Johann Ohneland wurde Ludwig 1200 mit der kastilischen Prinzessin Blanka verheiratet, die eine Nichte Johanns war.

### Kampf gegen Johann Ohneland
Ludwig nahm seit dem Jahr 1204 an den Feldzügen seines Vaters gegen Johann Ohneland teil, welcher per Parlamentsurteil all seiner Territorien in Frankreich für verlustig erklärt worden war. Am 17. Mai 1209 erhielt Ludwig in Compiègne die Schwertleite. Dazu musste er seinem Vater allerdings eidlich versichern, niemals an einem Turnier teilzunehmen, da sein Leben nicht einer zusätzlichen Gefahr ausgesetzt werden sollte. Als Ausgleich auf den Verzicht an dieser grundlegend ritterlichen Betätigung erhielt Ludwig die Lehen Château-Landon, Lorris und Poissy geschenkt. 1212 führte er erstmals selbständig einen Feldzug in das Artois, wo er von seiner Mutter geerbte Ansprüche gegen den flandrischen Grafen Ferrand verteidigen musste. Als Vertreter seines Vaters besiegelte Ludwig im November 1212 in Vaucouleurs mit Friedrich von Hohenstaufen das französisch-staufische Bündnis, welches gegen Johann Ohneland und dessen Neffen Kaiser Otto IV. gerichtet war. Auf einem Hoftag König Philipps II. zu Soissons am 8. April 1213 wurde der Beschluss gefasst, Prinz Ludwig auf den englischen Königsthron zu setzen, um dort den gebannten Johann Ohneland zu ersetzen. Das Vorhaben kam jedoch nicht zur Ausführung, nachdem sich Johann dem Heiligen Stuhl unterworfen hatte. Stattdessen zog Ludwig mit dem aufgestellten Invasionsheer unter Führung seines Vaters erneut gegen Flandern.
Im Jahr 1214 griff Johann Ohneland vom Poitou aus das ihm 1204 verlorengegangene Anjou an, während gleichzeitig Kaiser Otto IV. ein Heer vom Norden aus über Flandern gegen Frankreich führte. Prinz Ludwig zog Johann mit einem Heer von Chinon aus entgegen und siegte am 2. Juli bei Roche-aux-Moines über diesen. Johann musste auf seiner überstürzten Flucht sein gesamtes schweres Belagerungsgerät zurücklassen, womit ihm jede Möglichkeit auf ein erfolgreiches Fortführen seines Feldzuges genommen wurde. Wenige Tage später siegte Ludwigs Vater in der Schlacht bei Bouvines über den Kaiser.

### Invasion in England und Kreuzzug

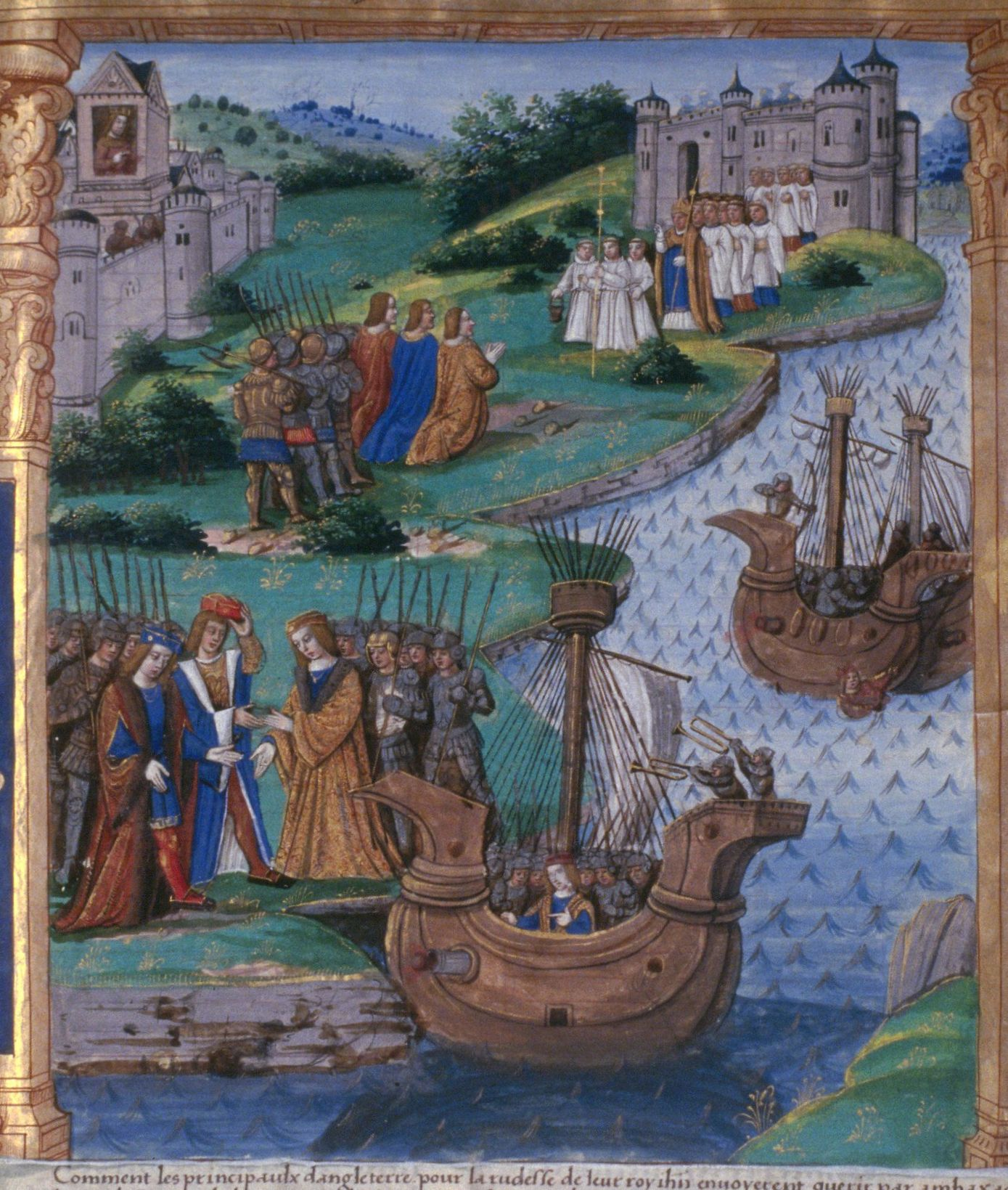
Ludwig VIII. in London, 1216. Darstellung aus La Toison d'or des Guillaume Fillastre, 15. oder 16. Jahrhundert.

Nach diesem Sieg wurde der Plan zur Invasion Englands neu aufgegriffen. Dessen Realisierung erschien günstig, nachdem Johanns Herrschaft von den aufständischen englischen Baronen trotz der Anerkennung der Magna Carta 1215 in Frage gestellt wurde. Die Barone sandten an Prinz Ludwig eine förmliche Einladung, den englischen Thron zu besteigen. Dieser, nun weitaus selbstständiger handelnd, versuchte den Papst Innozenz III., der noch Johann unterstützte, für sich zu gewinnen, indem er den Papst von der Gewaltherrschaft Johanns zu überzeugen versuchte und die Ansprüche seiner Frau als Enkelin Heinrichs II. von England hervorhob. Im Dezember 1215 landete Ludwigs Vorhut auf der britischen Insel und zog in London ein, am 26. Mai 1216 folgte Ludwig persönlich nach, wo er in der St Paul’s Cathedral die Huldigung der Barone wie auch von König Alexander II. von Schottland entgegennahm, ohne dabei aber gekrönt zu werden. Im weiteren Verlauf des Jahres gelang es ihm, das gesamte östliche England zu erobern, bis am 19. Oktober 1216 König Johann verstarb. Dessen treuster Anhänger William Marshal ließ unverzüglich Johanns unmündigen Sohn Heinrich III. krönen, der den Schutz Papst Honorius III. erhielt. Ludwig musste Anfang 1217 nach Frankreich zurückkehren, um neue Truppen zu werben, nachdem ihm sein Vater die Unterstützung entzogen hatte. Im Mai 1217 erlitt seine Partei bei Lincoln eine Niederlage gegen William Marshal, im folgenden August wurde seine Flotte vor Sandwich versenkt. Nach diesen Niederlagen musste Ludwig am 20. September 1217 den Frieden von Lambeth eingehen und seine Truppen von der Insel abziehen.
Nach dem gescheiterten Unternehmen in England stellte sich Ludwig wieder in den Dienst seines Vaters. Dieser sandte Ludwig 1218 an der Spitze eines Kreuzfahrerheers in das Languedoc, das seit neun Jahren Schauplatz des Albigenserkreuzzuges war. Ludwig hatte bereits im Frühjahr 1215 kurzzeitig an diesem teilgenommen, nun sollte er nach dem Tod des Anführers des Kreuzzuges Simon de Montfort 1218 die Positionen dessen unfähigen Sohnes Amaury de Montfort und damit die Einflussnahme der französischen Krone in dieser Region retten. Doch eingedenk seines schlechten Verhältnisses zu Papst Honorius III., der auf diesen Feldzug diplomatisch drängte, brach Ludwig den Feldzug nach einem Massaker an der Bevölkerung von Marmande im Juni 1219 und einer halbherzig und ohne Erfolg geführten Belagerung von Toulouse wieder ab. In der Folge gelang es den Gegnern des Kreuzzuges unter Führung des Grafen Raimund VI. von Toulouse, bis 1224 die Kreuzfahrer aus dem Languedoc zu vertreiben.

## Herrschaft

### Herrschaftsantritt und Feldzug in das Poitou
Bereits im März 1223 hatten Papst Honorius III., Kaiser Friedrich II. und Johann von Brienne bei einer Zusammenkunft in Ferentino einen konkreten Plan für einen groß angelegten Kreuzzug ins Heilige Land vereinbart. Dazu erhielten sowohl der französische als auch der englische Hof vom Papst die Aufforderung zur Beendigung ihres Konflikts und zur Erhebung einer Kreuzzugssteuer. Für das Unternehmen werbend erschien Johann von Brienne eigens in Frankreich, wo er aber zu seiner Enttäuschung auf eine geringe Kreuzzugsbegeisterung in der Ritterschaft des Landes als auch am königlichen Hof stieß. Weder der bereits erkrankte Philipp II. noch der ihm im Juli 1223 nachfolgende Ludwig VIII. erklärten sich zu einer persönlichen Beteiligung an einer bewaffneten Pilgerfahrt in den Orient bereit. Ludwig war lediglich eine finanzielle Unterstützung abzuringen.
Nachdem sein Vater am 14. Juli 1223 in Mantes gestorbenen war, wurde Ludwig am 6. August 1223 in der Kathedrale von Reims von Erzbischof Guillaume de Joinville zum neuen König von Frankreich gesalbt und gekrönt. Zum ersten Mal in der Geschichte der Kapetinger-Dynastie setzte sich einzig das Geburtsrecht durch, da diesem Herrschaftswechsel keine beratende Versammlung voraus ging. Auch war Ludwig VIII. der erste Kapetingerkönig, der nicht zu Lebzeiten seines Vaters zum König geweiht worden war. Auf dieses Mittel zur Nachfolgesicherung waren Ludwigs Vorgänger angewiesen gewesen, seine Nachfolger konnten fortan darauf verzichten. Diese nunmehr unbestrittene Anerkennung der Dynastie war das Ergebnis der erfolgreichen Politik von Philipp II. August.
Unmittelbar nach dem Tod Philipps II. hatte Ludwig mit Kaiser Friedrich II. den französisch-staufischen Pakt von 1212 erneuert, der besonders auf die weitere Isolierung Englands abzielte. Allerdings gelang es Ludwig nicht, den in Deutschland regierenden Kaisersohn, König Heinrich (VII.), bei einem gemeinsamen Treffen in Toul im November 1224 zu einem Beitritt in dieses Bündnis zu bewegen. Ebenso wurde das Eheangebot mit einer französischen Prinzessin seitens Heinrichs zurückgewiesen. Diese Ablehnung ging sehr wahrscheinlich auf den einflussreichen Erzbischof Engelbert I. von Köln zurück, den in dessen niederrheinischem Einflussgebiet wirtschaftliche Interessen mit England verbanden.
Nach zwei Umritten in den der Krondomäne neu gewonnenen Gebieten nördlich der Loire, wo er sich der stabilen Autorität der Krone versichern konnte, nahm Ludwig den zu Ostern 1224 auslaufenden Frieden mit England zum Anlass für ein weiteres militärisches Vorgehen gegen die Plantagenets. Ziel war dabei die Unterwerfung der letzten von diesen gehaltenen Gebieten in Frankreich südlich der Loire. Zunächst erlangte er die Kontrolle über das Poitou, danach unterwarf sich ihm der mit der Witwe Johanns Ohnelands verheiratete Hugo X. von Lusignan, der Ludwig für La Marche und Angoulême huldigte. Anschließend stieß Ludwig in die Saintonge vor, die er nach der Einnahme von La Rochelle am 13. August 1224 unter seine Kontrolle brachte. Der Vizegraf von Limoges unterwarf sich ihm freiwillig. Dann wandte sich Ludwig der Gascogne zu, in die er Hugo von Lusignan mit einem Heer entsandte, doch diesem gelang es nicht Bordeaux einzunehmen. Der englische Prinz Richard von Cornwall führte von dort aus im Frühjahr 1225 einen Gegenschlag, der die Gascogne wieder unter die englische Herrschaft brachte.

### Kreuzzug gegen die Albigenser

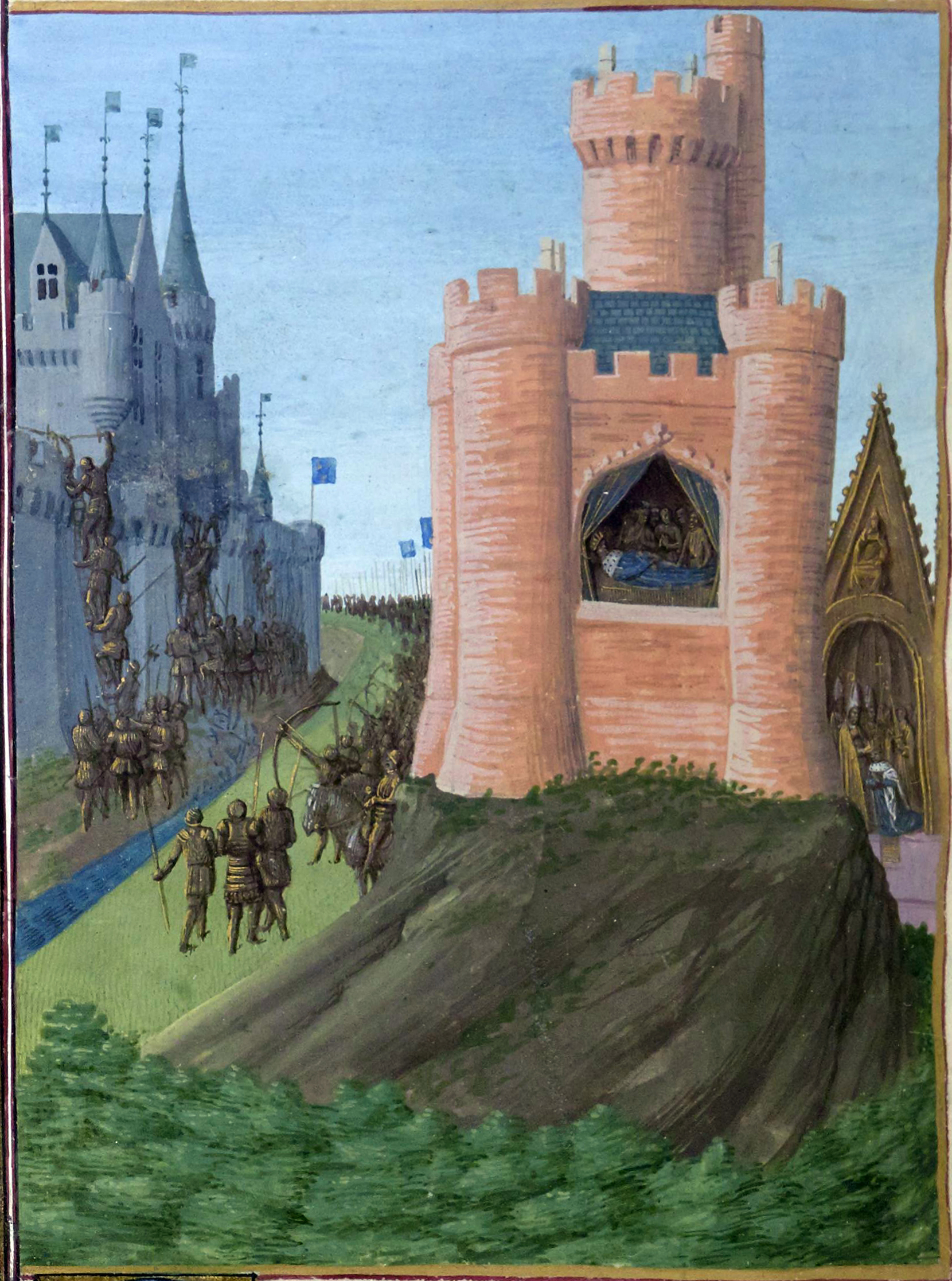
Tod Ludwigs VIII.
rechts daneben: die Krönung Ludwigs IX.
im Hintergrund: die Belagerung von Avignon
(Jean Fouquet)

Als Reaktion auf dieses Ausgreifen Ludwigs bildete sich gegen ihn eine Allianz des Papstes mit England, der auch Peter Mauclerc und der wankelmütige Hugo von Lusignan beitraten, weiterhin gelang es Papst Honorius III. den Grafen Raimund VII. von Toulouse in dieses Bündnis zu integrieren. Doch bevor dieses aktiv werden konnte, übernahm Ludwig die Initiative und berief im November 1225 ein Konzil in Bourges ein. Dort gelang es ihm mit der Hilfe des ihm gewogenen päpstlichen Legaten Romano Bonaventura die Politik des Papstes zu sabotieren, indem er den Grafen von Toulouse exkommunizieren und einen erneuten Kreuzzug in das Languedoc proklamieren ließ. Das Konzil übertrug die militärische Leitung des Feldzuges an Ludwig und die geistige an Bischöfe der Krondomäne, die Finanzierung sollte ganz dem Kirchenvermögen zur Last gelegt werden. Auch sollten alle eroberten Gebiete an die Krone fallen, als rechtliche Grundlage hierfür diente vor allem die zu Bourges vorgenommene Übertragung der Rechte Amaurys de Montfort an den König.
Im Mai 1226 zog Ludwig mit seinem Heer entlang am linken Ufer der Rhone, auf Reichsterritorium, in den Süden. Das kaiserliche Avignon versperrte ihm jedoch den Weg und erst eine langwierige Belagerung konnte den Widerstand dieser Stadt am 9. September des Jahres brechen. Die Wirkung dieses Erfolges war sehr groß und alle nachfolgenden Kriegsziele wie Nîmes, Beaucaire, Narbonne, Carcassonne, Montpellier und Pamiers ergaben sich kampflos. Auf eine Belagerung des starken Toulouse verzichtete man aufgrund des von Krankheiten geschwächten Heeres. Das unterworfene Gebiet wurde einer strengen nordfranzösischen Ordnung, basierend auf den 1212 von Simon de Montfort erlassenen Statuten von Pamiers, unterstellt und vom König ernannten Seneschalle zur Verwaltung anvertraut. Das französische Königtum gewann damit einen dauerhaften Zugang zum Mittelmeer und eine Ausgangsbasis für die endgültige Unterwerfung des Südens.

### Tod
Im Oktober zog Ludwig über Albi wieder in den Norden zurück, von wo ihm seine Frau entgegen reiste. Doch noch vor dem Zusammentreffen starb Ludwig VIII. am 8. November in Montpensier an den Folgen einer Ruhrerkrankung, die er sich bei Avignon zugezogen hatte. Auf dem Sterbebett ließ er die Großen seines Königreiches auf seinen noch unmündigen ältesten Sohn einschwören. Allerdings hatte er in seinem Testament, das er vor dem Antritt des Feldzuges verfasst hatte, keine Vorsorge für eine eventuelle Vormundschaft und Regentschaft für seinen Sohn getroffen, was seiner Witwe in den kommenden Jahren erhebliche Schwierigkeiten in ihrer Regierung bereitete.
Ludwig wurde am 15. November 1226 in der Abtei von Saint-Denis neben seinem Vater bestattet.

## Bewertung
Aufgrund seiner mit nur drei Jahren besonders kurzen Regierungszeit stand Ludwig VIII. in der geschichtlichen Erinnerung lange im Schatten seines ruhmreichen Vaters und der Heiligkeit seines Sohnes. Allgemein gilt sein Wirken als eine Weiterführung der Politik des Vaters, die Autorität des Königtums gegenüber den Plantagenets und dem Lehnsadel auszubauen und zu festigen. Ludwigs 1225 initiierter Kreuzzug gab den Anstoß zur Unterwerfung des Südens, den seine Witwe im Vertrag von Meaux-Paris 1229 vollendete. Auch seine Eroberung des Poitous von den Plantagenets wurde von seinem Sohn behauptet und 1259 im Vertrag von Paris besiegelt.
In seinem Testament hatte Ludwig die Verfügungen zur Ausstattung seiner jüngeren Söhne mit Lehen vorgenommen, die sein ältester Sohn später auch umsetzte. Ludwig gilt damit als Begründer des Brauches, jüngere Prinzen der königlichen Familie mit Apanagen auszustatten, wofür er von späteren Historikern kritisiert wurde, die darin eine stete Gefahr für die Machtposition des Königtums erkannten. Dabei beriefen sie sich besonders auf die von Ehrgeiz geprägte Politik der jüngeren Brüder König Karls V. als Beispiel. Allerdings erkannten andere Historiker in der Vergabe von Apanagen auch ein effektvolles Mittel zu Verhinderung von innerdynastischen Kämpfen, wie sie die Dynastie der Plantagenets im späten 12. Jahrhundert heimgesucht hatten.

### Zeitgenössische Rezeption
Sein Beiname ist zeitgenössisch und wurde besonders in der Poesie seiner Zeit häufig für seine Charakterisierung angewandt. „Dieser Ludwig war mutig, kühn und kampfeslustig, er besaß das Herz eines Löwen. Aber so wie er lebte, fehlte es ihm nicht an Leid und Mühe.“: so beschrieb ihn der anonyme Minnesänger aus Reims. Eine Vita urteilte über ihn: „König Ludwig war während seines Lebens wild wie ein Löwe gegenüber den Bösen, doch bewundernswert friedlich den Guten gegenüber,…“. Von dem normannischen Dichter Nicolas de Bray (Faits et gestes de Louis VIII) wurde Ludwig VIII. zwei Jahre nach seinem Tod auch als „magnus Alexander“ besungen.

### Die karolingische Erneuerung
Ludwig VIII. der Löwe nimmt in der ideologischen Verherrlichung der kapetingischen Dynastie eine besondere Rolle ein, die auf einer legendenhaften Prophezeiung des heiligen Walarich zurückgeht. Der soll dem Gründer der Dynastie Hugo Capet einst vorausgesagt haben, dass sein Haus für sieben Generationen herrschen werde, worauf im Anschluss der Stamm Karls des Großen auf den Thron der Franken zurückkehren werde (Reditus regni Francorum ad stirpem Karoli Magni). Philipp II. August war der siebte Kapetingerkönig und bereits er hatte eine Aszendenz zu den Karolingern über seine Mutter Adela von Champagne beansprucht. Im Taufnamen seines unehelichen Sohnes Karlotus, aber auch in der von ihm begründeten Institution der zwölf Pairs, schlug sich dies nieder.
Aber erst in der Genealogie Ludwigs VIII. wurde der Prophezeiung ein erfolgreicher Beweis durch den Abt der Benediktinerabtei von Marchiennes erbracht. Der sah diese Voraussage in dem Umstand bestätigt, dass Ludwig der Sohn der Isabella von Hennegau war, deren Familie angeblich in direkter Linie von dem großen Kaiser abstammte. Der Abt hatte die Herrschaft Hugo Capets und seiner Nachkommen als Usurpation hervorgehoben, sie aber durch göttliches Eingreifen erklärt und durch die Rückkehr der legitimen Dynastie durch Ludwig VIII. als vollständig neutralisiert betrachtet. Der den Kapetingern anhaftende Makel, nur durch einen Bruch des Geblütsrechts auf den Thron der Franken gelangt zu sein, sollte damit eine Rechtfertigung ihrer Legitimität gegeben werden, die seit den Tagen Ludwigs VIII. und seines Vaters nie wieder angezweifelt wurde. Auch bei Ludwig schlug sich die neue karolingische Identität der Dynastie in ihrem Namenskode nieder, indem sein jüngster postum geborener Sohn den Namen Karls des Großen erhielt, den auch spätere Generationen der Kapetinger benutzten.
Bereits der Kanoniker Aegidius von Paris (um 1160 bis um 1214) hatte dem jungen Kronprinzen Ludwig VIII. den Herrscherspiegel Karolinus gewidmet, in dem er die Taten Karls des Großen während dessen Spanienfeldzug beschrieb. Dem Prinzen sollte diese Darstellung als Erinnerung an die einstige Vormachtstellung der Franken in Europa dienen und dazu ermuntern, diese nach dem Vorbild Karls zu erneuern.

## Familiäres

### Vorfahren
| Ludwig VI. der Dicke (1081–1137) | Ludwig VI. der Dicke (1081–1137) | Ludwig VI. der Dicke (1081–1137) | Ludwig VI. der Dicke (1081–1137) | Ludwig VI. der Dicke (1081–1137)    | Ludwig VI. der Dicke (1081–1137)    |                                     |                                     | Adelheid von Maurienne (1092–1154)  | Adelheid von Maurienne (1092–1154)  | Adelheid von Maurienne (1092–1154) | Adelheid von Maurienne (1092–1154) | Adelheid von Maurienne (1092–1154) | Adelheid von Maurienne (1092–1154) |                                |                                | Theobald II. von Champagne (1093–1151) | Theobald II. von Champagne (1093–1151) | Theobald II. von Champagne (1093–1151) | Theobald II. von Champagne (1093–1151) | Theobald II. von Champagne (1093–1151) | Theobald II. von Champagne (1093–1151) |                                 |                                 | Mathilde von Kärnten († 1160/61) | Mathilde von Kärnten († 1160/61) | Mathilde von Kärnten († 1160/61) | Mathilde von Kärnten († 1160/61) | Mathilde von Kärnten († 1160/61)  | Mathilde von Kärnten († 1160/61) |  |  | Balduin IV. von Hennegau (1108–1171) | Balduin IV. von Hennegau (1108–1171) | Balduin IV. von Hennegau (1108–1171) | Balduin IV. von Hennegau (1108–1171) | Balduin IV. von Hennegau (1108–1171) | Balduin IV. von Hennegau (1108–1171) |                                     |                                     | Alix von Namur (1115–1169)          | Alix von Namur (1115–1169)          | Alix von Namur (1115–1169) | Alix von Namur (1115–1169) | Alix von Namur (1115–1169)        | Alix von Namur (1115–1169)        |                                   |                                   | Dietrich von Flandern (1099–1168) | Dietrich von Flandern (1099–1168) | Dietrich von Flandern (1099–1168) | Dietrich von Flandern (1099–1168) | Dietrich von Flandern (1099–1168)     | Dietrich von Flandern (1099–1168)     |                                       |                                       | Sibylle von Anjou (1112–1165)         | Sibylle von Anjou (1112–1165)         | Sibylle von Anjou (1112–1165) | Sibylle von Anjou (1112–1165) | Sibylle von Anjou (1112–1165) | Sibylle von Anjou (1112–1165) |
| Ludwig VI. der Dicke (1081–1137) | Ludwig VI. der Dicke (1081–1137) | Ludwig VI. der Dicke (1081–1137) | Ludwig VI. der Dicke (1081–1137) | Ludwig VI. der Dicke (1081–1137)    | Ludwig VI. der Dicke (1081–1137)    |                                     |                                     | Adelheid von Maurienne (1092–1154)  | Adelheid von Maurienne (1092–1154)  | Adelheid von Maurienne (1092–1154) | Adelheid von Maurienne (1092–1154) | Adelheid von Maurienne (1092–1154) | Adelheid von Maurienne (1092–1154) |                                |                                | Theobald II. von Champagne (1093–1151) | Theobald II. von Champagne (1093–1151) | Theobald II. von Champagne (1093–1151) | Theobald II. von Champagne (1093–1151) | Theobald II. von Champagne (1093–1151) | Theobald II. von Champagne (1093–1151) |                                 |                                 | Mathilde von Kärnten († 1160/61) | Mathilde von Kärnten († 1160/61) | Mathilde von Kärnten († 1160/61) | Mathilde von Kärnten († 1160/61) | Mathilde von Kärnten († 1160/61)  | Mathilde von Kärnten († 1160/61) |  |  | Balduin IV. von Hennegau (1108–1171) | Balduin IV. von Hennegau (1108–1171) | Balduin IV. von Hennegau (1108–1171) | Balduin IV. von Hennegau (1108–1171) | Balduin IV. von Hennegau (1108–1171) | Balduin IV. von Hennegau (1108–1171) |                                     |                                     | Alix von Namur (1115–1169)          | Alix von Namur (1115–1169)          | Alix von Namur (1115–1169) | Alix von Namur (1115–1169) | Alix von Namur (1115–1169)        | Alix von Namur (1115–1169)        |                                   |                                   | Dietrich von Flandern (1099–1168) | Dietrich von Flandern (1099–1168) | Dietrich von Flandern (1099–1168) | Dietrich von Flandern (1099–1168) | Dietrich von Flandern (1099–1168)     | Dietrich von Flandern (1099–1168)     |                                       |                                       | Sibylle von Anjou (1112–1165)         | Sibylle von Anjou (1112–1165)         | Sibylle von Anjou (1112–1165) | Sibylle von Anjou (1112–1165) | Sibylle von Anjou (1112–1165) | Sibylle von Anjou (1112–1165) |
|                                  |                                  |                                  |                                  |                                     |                                     |                                     |                                     |                                     |                                     |                                    |                                    |                                    |                                    |                                |                                |                                        |                                        |                                        |                                        |                                        |                                        |                                 |                                 |                                  |                                  |                                  |                                  |                                   |                                  |  |  |                                      |                                      |                                      |                                      |                                      |                                      |                                     |                                     |                                     |                                     |                            |                            |                                   |                                   |                                   |                                   |                                   |                                   |                                   |                                   |                                       |                                       |                                       |                                       |                                       |                                       |                               |                               |                               |                               |
|                                  |                                  |                                  |                                  | Ludwig VII. der Jüngere (1120–1180) | Ludwig VII. der Jüngere (1120–1180) | Ludwig VII. der Jüngere (1120–1180) | Ludwig VII. der Jüngere (1120–1180) | Ludwig VII. der Jüngere (1120–1180) | Ludwig VII. der Jüngere (1120–1180) |                                    |                                    |                                    |                                    |                                |                                |                                        |                                        |                                        |                                        | Adela von Champagne (1140–1206)        | Adela von Champagne (1140–1206)        | Adela von Champagne (1140–1206) | Adela von Champagne (1140–1206) | Adela von Champagne (1140–1206)  | Adela von Champagne (1140–1206)  |                                  |                                  |                                   |                                  |  |  |                                      |                                      |                                      |                                      | Balduin V. von Hennegau (1150–1195)  | Balduin V. von Hennegau (1150–1195)  | Balduin V. von Hennegau (1150–1195) | Balduin V. von Hennegau (1150–1195) | Balduin V. von Hennegau (1150–1195) | Balduin V. von Hennegau (1150–1195) |                            |                            |                                   |                                   |                                   |                                   |                                   |                                   |                                   |                                   | Margarete I. von Flandern (1145–1194) | Margarete I. von Flandern (1145–1194) | Margarete I. von Flandern (1145–1194) | Margarete I. von Flandern (1145–1194) | Margarete I. von Flandern (1145–1194) | Margarete I. von Flandern (1145–1194) |                               |                               |                               |                               |
|                                  |                                  |                                  |                                  | Ludwig VII. der Jüngere (1120–1180) | Ludwig VII. der Jüngere (1120–1180) | Ludwig VII. der Jüngere (1120–1180) | Ludwig VII. der Jüngere (1120–1180) | Ludwig VII. der Jüngere (1120–1180) | Ludwig VII. der Jüngere (1120–1180) |                                    |                                    |                                    |                                    |                                |                                |                                        |                                        |                                        |                                        | Adela von Champagne (1140–1206)        | Adela von Champagne (1140–1206)        | Adela von Champagne (1140–1206) | Adela von Champagne (1140–1206) | Adela von Champagne (1140–1206)  | Adela von Champagne (1140–1206)  |                                  |                                  |                                   |                                  |  |  |                                      |                                      |                                      |                                      | Balduin V. von Hennegau (1150–1195)  | Balduin V. von Hennegau (1150–1195)  | Balduin V. von Hennegau (1150–1195) | Balduin V. von Hennegau (1150–1195) | Balduin V. von Hennegau (1150–1195) | Balduin V. von Hennegau (1150–1195) |                            |                            |                                   |                                   |                                   |                                   |                                   |                                   |                                   |                                   | Margarete I. von Flandern (1145–1194) | Margarete I. von Flandern (1145–1194) | Margarete I. von Flandern (1145–1194) | Margarete I. von Flandern (1145–1194) | Margarete I. von Flandern (1145–1194) | Margarete I. von Flandern (1145–1194) |                               |                               |                               |                               |
|                                  |                                  |                                  |                                  |                                     |                                     |                                     |                                     |                                     |                                     |                                    |                                    |                                    |                                    |                                |                                |                                        |                                        |                                        |                                        |                                        |                                        |                                 |                                 |                                  |                                  |                                  |                                  |                                   |                                  |  |  |                                      |                                      |                                      |                                      |                                      |                                      |                                     |                                     |                                     |                                     |                            |                            |                                   |                                   |                                   |                                   |                                   |                                   |                                   |                                   |                                       |                                       |                                       |                                       |                                       |                                       |                               |                               |                               |                               |
|                                  |                                  |                                  |                                  |                                     |                                     |                                     |                                     |                                     |                                     |                                    |                                    | Philipp II. August (1165–1223)     | Philipp II. August (1165–1223)     | Philipp II. August (1165–1223) | Philipp II. August (1165–1223) | Philipp II. August (1165–1223)         | Philipp II. August (1165–1223)         |                                        |                                        |                                        |                                        |                                 |                                 |                                  |                                  |                                  |                                  |                                   |                                  |  |  |                                      |                                      |                                      |                                      |                                      |                                      |                                     |                                     |                                     |                                     |                            |                            | Isabelle von Hennegau (1170–1190) | Isabelle von Hennegau (1170–1190) | Isabelle von Hennegau (1170–1190) | Isabelle von Hennegau (1170–1190) | Isabelle von Hennegau (1170–1190) | Isabelle von Hennegau (1170–1190) |                                   |                                   |                                       |                                       |                                       |                                       |                                       |                                       |                               |                               |                               |                               |
|                                  |                                  |                                  |                                  |                                     |                                     |                                     |                                     |                                     |                                     |                                    |                                    | Philipp II. August (1165–1223)     | Philipp II. August (1165–1223)     | Philipp II. August (1165–1223) | Philipp II. August (1165–1223) | Philipp II. August (1165–1223)         | Philipp II. August (1165–1223)         |                                        |                                        |                                        |                                        |                                 |                                 |                                  |                                  |                                  |                                  |                                   |                                  |  |  |                                      |                                      |                                      |                                      |                                      |                                      |                                     |                                     |                                     |                                     |                            |                            | Isabelle von Hennegau (1170–1190) | Isabelle von Hennegau (1170–1190) | Isabelle von Hennegau (1170–1190) | Isabelle von Hennegau (1170–1190) | Isabelle von Hennegau (1170–1190) | Isabelle von Hennegau (1170–1190) |                                   |                                   |                                       |                                       |                                       |                                       |                                       |                                       |                               |                               |                               |                               |
|                                  |                                  |                                  |                                  |                                     |                                     |                                     |                                     |                                     |                                     |                                    |                                    |                                    |                                    |                                |                                |                                        |                                        |                                        |                                        |                                        |                                        |                                 |                                 |                                  |                                  |                                  |                                  |                                   |                                  |  |  |                                      |                                      |                                      |                                      |                                      |                                      |                                     |                                     |                                     |                                     |                            |                            |                                   |                                   |                                   |                                   |                                   |                                   |                                   |                                   |                                       |                                       |                                       |                                       |                                       |                                       |                               |                               |                               |                               |
|                                  |                                  |                                  |                                  |                                     |                                     |                                     |                                     |                                     |                                     |                                    |                                    |                                    |                                    |                                |                                |                                        |                                        |                                        |                                        |                                        |                                        |                                 |                                 |                                  |                                  |                                  |                                  | Ludwig VIII. der Löwe (1187–1226) |                                  |  |  |                                      |                                      |                                      |                                      |                                      |                                      |                                     |                                     |                                     |                                     |                            |                            |                                   |                                   |                                   |                                   |                                   |                                   |                                   |                                   |                                       |                                       |                                       |                                       |                                       |                                       |                               |                               |                               |                               |

### Ehe und Nachkommen
Ludwig heiratete am 23. Mai 1200 in Port-Mort (heute Département Eure) die kastilische Prinzessin Blanka († 27. November 1252), eine Tochter König Alfons VIII. von Kastilien und der Alienor von England.
Beider Kinder waren:
- Philipp (* 9. September 1209, † vor Juli 1218)
- Zwillinge (* 26. Januar 1213; † starben jung)[7]
- Ludwig IX. der Heilige (Saint Louis) (* 25. April 1214, † 25. August 1270), Nachfolger als König von Frankreich
- Robert von Artois (* September 1216, † gefallen am 8. Februar 1250 in der Schlacht von al-Mansura), seit 1237 Graf von Artois, Stammvater des Hauses Artois
- Johann (* unbekannt, † 1232)
- Alfons von Poitiers (* 11. November 1220, † 21. August 1271), seit 1241 Graf von Poitou und seit 1249 Toulouse
- Philipp Dagobert (* 20/21. Februar 1222, † 1232)
- Isabella die Heilige (* 3. März/14. April 1224, † 23. Februar 1270), Gründerin der Klarissenabtei von Longchamp
- Stephan (* nach Juni 1225, † unbekannt), vielleicht identisch mit Karl
- Karl von Anjou (* unbekannt, vielleicht postum 1227, † 7. Januar 1285), seit 1246 Graf von Anjou und Maine und seit 1266 König von Sizilien-Neapel, Stammvater des älteren Hauses Anjou

Beim Tod Ludwigs VIII. lebten sechs seiner Söhne und eine Tochter. Der jüngste Sohn Karl ist vielleicht postum geboren, wobei bei diesem auch eine Identitätsgleichheit mit Stephan vermutet wird. Ludwig VIII. hatte im Juni 1225 vor Beginn seines Kreuzzuges ein Testament niedergelegt, in dem er die Erbverfügungen für fünf seiner ihn überlebenden Söhne bestimmte. Der sechste Sohn Stephan ist wohl erst nach der Aufsetzung des Testaments geboren. Demnach sollte der erste Sohn (Ludwig IX.) im Königtum nachfolgen, der zweite (Robert) für die Grafschaft Artois, der dritte (wohl Johann) für die Grafschaften Anjou und Maine, der vierte (Alfons) für die Grafschaft Poitiers und der fünfte (Philipp-Dagobert) schließlich für eine geistliche Laufbahn bestimmt werden. Johann und Philipp-Dagobert starben beide 1232 noch vor der Umsetzung des Testaments und der vermutlich postum geborene Karl rückte in die Erbverfügung Johanns auf.